# Завод за лазерна техника (Пловдив)
„Заводът за лазерна техника“ е заводски комплекс за производство на лазерна апаратура, съществувал в края на XX век в Пловдив.

## История
Създаден като Завод за лазерна техника в Пловдив през 1980 г., по-късно прераства в комплекс Оптоелектроника, лазерна техника и лъчеви технологии. В комплекса през 1981 г. е произведен първият индустриален СО2 лазер „Хебър 1“, чийто лазерен лъч отваря бутилката шампанско за празнуващия колектив. Лазерът е демонстриран на Техническия панаир в Пловдив през 1982 г. След това участва на изложбата „България- 40“ в Москва, където е сключен и първият договор за износ в СССР. До 1985 г. са създадени още 4 нови образеца – един от тях е показан на изложба в Хановер. Всеки следващ образец е създаван на модулен принцип с нарастваща мощност. Стотният лазер „Хебър“ е произведен през 1988 г.
През 1982 г. е произведен първият технологичен лазерен комплекс „ТЛК-1“. Това е програмно управлявана машина за лазерно рязане, заваряване и закаляване. Комплекс от този тип се внедрява в технологичния процес за рязане на стомана в комбинат „Бета“, в Червен бряг.
През 1986 г. комплексът е преструктуриран като Стопанско обединение „Оптични технологии“ и е създаден Институт по лазерна техника и оптика „Квант“. В него са конструирани лазерните източници и системи, разработвани са сложни технологични процеси – за лазерна обработка, за производство на инфрачервена оптика, за израстване на кристали и др.
До края на 1988 г. за развитие на комплексът са изразходвани 25,094 млн. лв. За производствената база е осигурена 22 хил. кв. м разгърната площ. Стоковата продукция надхвърля 35,347 млн. лв., в т.ч. продукцията за износ надхвърля 29 млн. лв., при много добра рентабилност.
За периода от 1982 до 1990 г. са произведени около:
- 380 технологични лазерни комплекси, от които 200 броя са изнесени във Франция, Италия, Англия, Гърция, Турция, Израел, Иран, Ирак, Египет, Индия, и около 150 за СССР[2].
- 120 инсталации за израстване на кристали – РУМО, за СССР
- 20 лазера на меден бромид – КОБРОЛ
- 50 лазерни медицински системи „Прометей“
- значително количество лазерни оптични елементи.

До 1989 г. обемът на производството нараства 7 пъти, а търсенето на лазери само в СИВ се увеличи 12 пъти. Персоналът във всички звена на обединението достига 1200 души.
През 1989 г. е създадена държавната фирма „Оптични технологии", която включва
- бившето стопанско обединение „Оптични технологии“ – Пловдив,
- Научноизследователски интитут по оптика, лазерна техника и лазерни технологии „Квант“
- Завод за лазерна техника
- Завод за специално оборудване за кристали
- Инженерингово предприятие

След 1989 г. започналите затруднения с руския пазар, държавната незаинтересованост, отнемането на производствената база на ул. „Кавала“ в Пловдив, закриването на института и спирането на развойната дейност, съкращаването на персонала, са основните причини фирмата да загуби международните пазари. През 1997 г. е открита процедура за приватизиране на „Оптични технологии“ – АД. От дружеството е създадена фирмата „Оптела“ – АД, която по-късно прераства в „Тех Парк Оптела“ АД.